# Edouard Janssens
Pour les articles homonymes, voir Janssens.
Edouard Joseph Antoon Janssens, né le 11 avril 1879 et mort le 1er octobre 1943 fut un industriel et homme politique catholique belge.
En 1927, Janssens devient sénateur provincial de la province de Limbourg, en suppléance de Mgr Simon Deploige, décédé. Il restera sénateur jusqu'à sa mort en 1943.

## Généalogie
- Il est le frère de Constant Janssens (°1894, + Buchenwald, 29/07/1944);
- Il eut 2 fils : Jules Janssens, médecin (°1904, + Buchenwald, 03/01/1945) et Paul, médecin (+ Sonnenburg, 06/1944).

## Sources
- Bio sur ODIS